# Wojna dziesięcioletnia na Kubie
Wojna dziesięcioletnia na Kubie miała miejsce w latach 1868–1878.
W roku 1868 doszło do wybuchu antyhiszpańskiego powstania na Kubie. W lutym 1869 r. 14 000 żołnierzy hiszpańskich skierowano przeciwko 3000 słabo uzbrojonym powstańcom w prowincji Las Villas. W następnych latach liczba ta wzrosła wraz ze wzmożeniem walk partyzanckich. W obawie przed atakami, Hiszpanie wzmocnili obronę okolicznych miejscowości i garnizonów, których nie byli w stanie zdobyć powstańcy. Do poważniejszych starć doszło w rejonie Sancti Spíritus. Oddziały powstańcze dowodzone przez Honorato dei Castillo i Marcosa Garcię toczyły tutaj nieustanne potyczki z wojskami hiszpańskimi. Do walk doszło również w rejonie Santa Clara oraz Remedios, jednak bez rozstrzygnięcia. Brak sukcesów skłonił wielu rebeliantów do powrotu do domu. Walki partyzanckie toczono do 10 lutego 1878 r. w którym to dniu zawarto z Hiszpanami układ w Zanjón.

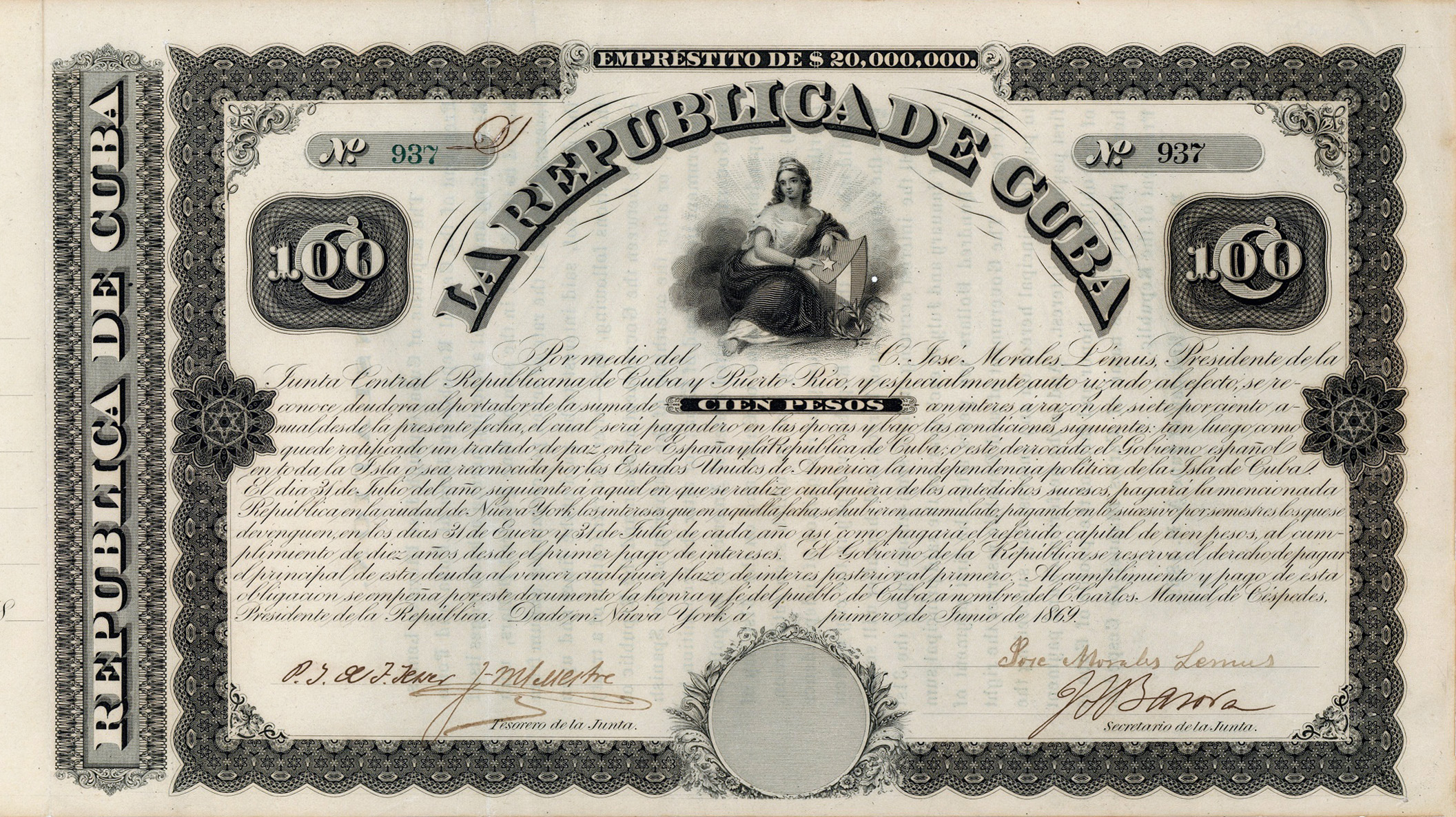
Obligacja na 100 pesos na sfinansowanie powstania na Kubie przeciwko kolonialnej władzy Hiszpanii, wyemitowana 1 czerwca 1869 roku w Nowym Jorku przez kubański rząd emigracyjny, podpisana w oryginale przez prezydenta rady rewolucyjnej Kuby i Puerto Rico José Moralesa Lemusa